# Gawronki (Łódź)
Pour les articles homonymes, voir Gawronki.
Gawronki est une localité polonaise de la gmina de Głowno, située dans le powiat de Zgierz en voïvodie de Łódź.